# Ödets ironi
Ödets ironi (ryska: Ирония судьбы, или С лёгким паром!, Ironija sudby, ili S ljogkim parom!) är en sovjetisk romantisk komedifilm från 1975 i regi av Eldar Rjazanov. Filmen är starkt förknippad med nyårsfirandet i Ryssland och visas där traditionellt på TV kring nyår sedan den 1 januari 1976.

## Handling
Jevgenij bor i i förortsmiljö i utkanten av Moskva. Det är nyårsafton och han tänker fira nyår i sitt hem tillsammans med sin fästmö Galja. Jevgenij ska dock först traditionsenligt träffa tre gamla skolkompisar i ett badhus (banja). Väl där dricker de sig så småningom berusade. En av kompisarna Pavel ska direkt efteråt ta flyget till Leningrad till sin fru för nyårsfirande. Därför åker sällskapet till flygplatsen. Där uppstår förvirring och på fyllan råkar de istället skicka iväg Jevgenij på planet i tron att hans fästmö väntar på honom i Leningrad. Framme i Leningrad får Jevgenij, som tror att han lämnar flygplatsen i Moskva, tag på en taxi och säger sin adress till chauffören. Han anländer till den angivna adressen och går vinglande in i det till synes likadana huset och lägenheten. Nyckeln passar och han lägger sig i säng och somnar.
Efter en stund kommer lägenhetens verkliga hyresgäst Nadja som i sin tur väntar på sin fästman Ippolit. Nadja blir chockad av främlingen och det uppstår en dispyt mellan dem men det börjar snart klarna upp för Jevgenij att han inte är hemma. Han nyktrar till och inser allvaret i situationen då hans fästmö Galja väntar på honom i Moskva. In kommer strax Ippolit som blir bestört när han får syn på Jevgenij. Ippolit har svårt att tro på Jevgenijs historia om hur han hamnade där. I vredesmod sticker Ippolit till slut därifrån som tror att de har en relation. Nadja blir ledsen och Jevgenij försöker trösta henne. Under nyårsnatten utvecklas deras umgänge sakta men säkert till en romans vilket förändrar deras liv radikalt.

## Rollista i urval
- Andrej Mjagkov – Jevgenij "Zjenja" (sång av Sergej Nikitin)
- Barbara Brylska - Nadezjda "Nadja" (röst av Valentina Talyzina, sång av Alla Pugatjova)
- Jurij Jakovlev - Ippolit, Nadjas fästman
- Ljubov Dobrzjanskaja – Marina, Zjenjas mor
- Olga Naumenko – Galja, Zjenjas fästmö
- Aleksandr Sjirvindt – Pavel, Zjenjas bästa kompis
- Georgij Burkov – Misja, Zjenjas kompis
- Valentina Talyzina – Valja, Nadjas kompis
- Lija Achedzjakova – Valja, Nadjas kompis
- Aleksandr Beljavskij - Sasja, Zjenjas kompis